# Marius Vernisse
Marius Vernisse, né le 23 juillet 1896 au Bouchaud (Allier) et mort le 12 juillet 1954 à Paris, est un ingénieur aéronautique français. Il a dirigé de 1936 à 1952 l’Arsenal de l'aéronautique et a terminé sa carrière au rang d’ingénieur général de première classe (trois étoiles).

## Biographie
Michel Henri Marius Vernisse est né au Bouchaud, à l'extrémité sud-est du département de l'Allier, à la limite de la Saône-et-Loire et de la Loire. Son père est agriculteur à sa naissance, puis facteur à Sainte-Foy-l'Argentière (Rhône).
Marius Vernisse est admis en 1913 à l'École des Arts et métiers de Cluny, mais il doit interrompre sa scolarité en 1914 pour cause de mobilisation. Il est affecté à l'artillerie de montagne ; il est blessé en 1916 à Verdun ; à la fin de la guerre, il est capitaine et chevalier de la Légion d'honneur. De 1918 à 1921, il est envoyé au Japon dans le cadre de la mission du général Faure par le Service du contrôle des fabrications de l’Aéronautique. À son retour, il reprend ses études à Cluny puis poursuit sa formation à l'École supérieure d'aéronautique ; il sort major de ces deux écoles. En 1925, il entre dans le corps des ingénieurs de l'aéronautique, nouvellement créé. Il effectue une nouvelle mission au Japon de la fin 1929 à 1933.
En 1934, le général Denain, ministre de l'Air, le charge de créer l'Arsenal de l'aéronautique, auquel il va consacrer la suite de sa carrière. Il est nommé ingénieur général de 1re classe en janvier 1950. Lorsque l'Arsenal devient en 1952 la Société française d'études et de constructions de matériels aéronautiques spéciaux (SFECMAS), il en est nommé président-directeur général.

## Distinctions
- Commandeur de la Légion d'honneur (1946).
- Ordre du Soleil levant.
- Médaille aéronautique japonaise.